# Hüseyin Tokmak
Hüseyin Tokmak (* 1. März 1994 in Silivri) ist ein türkischer Fußballspieler.

## Karriere

### Vereine
Tokmak kam im Istanbuler Stadtteil Silivri auf die Welt. Hier begann er mit dem Vereinsfußball in der Jugend seines Bezirksportvereins Silivri Alibey SK und wechselte 2007 in die Jugend des Traditionsvereins Galatasaray Istanbul. Zur Saison 2013/14 wurde er mit einem Profivertrag versehen und anschließend an den Viertligisten Darıca Gençlerbirliği ausgeliehen.
Im Sommer 2014 wechselte er schließlich zum Zweitligisten Bucaspor. Nachdem dieser Verein den Klassenerhalt verfehlt hatte, wechselte Tokmak zur Saison 2015/16 zum Zweitligisten Kayseri Erciyesspor.
Zur Rückrunde der Saison 2015/16 wechselte er zum Drittligisten İstanbulspor.

### Nationalmannschaft
Tokmak absolvierte Einsätze für die türkische U-18-, U-19- und U-20-Nationalmannschaft.